# 天主教蓬托菲霍教區
天主教蓬托菲霍教區（拉丁語：Dioecesis Punctifixensis）是委內瑞拉一個羅馬天主教教區，屬科羅總教區。
教區成立於1997年7月12日，包括法爾孔州北部三市。2004年有教友252,954人（佔轄區總人口94.5%）、十九個堂區、廿一名司鐸。現任教區主教為若望·馬利亞·萊昂納迪·比利亞斯米爾。